# Кубок Украины по бейсболу
Кубок Украины по бейсболу (укр. Кубок України з бейсболу) — соревнование мужских бейсбольных команд Украины. Турнир проводится Федерацией бейсбола и софтбола Украины. Начал проводиться в 1987 году. Действующий победитель турнира — «Биотехком-КНТУ» из Кропивницкого, являющийся рекордсменом по количеству побед в чемпионате (23 титула).

## Регламент
В сезоне 2019 года Кубок стартовал со стадии 1/8 финала. Каждая команда для участия в турнире обязана была внести взнос в размере 1000 гривен.

## История
Дебютный розыгрыш состоялся в 1987 году. В первых двух розыгрышах побеждал киевский ТТУ, обыгрывавший в финалах симферопольский «Фотон». Третий розыгрыш прошёл в 1989 году в Хмельницком, однако в нём не приняли участие сильнейшие украинские команды, участвовавшие в чемпионате СССР. Победителем турнира тогда стал ворошиловградский «Импульс». Кубок Украины не разыгрывался в течение двух лет, однако после распада СССР и провозглашения независимости Украины турнир вновь состоялся в 1992 году. Первым победителем которого стал симферопольский клуб «Строма».
С 1995 года, за исключением трёх розыгрышей, победителем становилась кропивницкая команда «Биотехком-КНТУ», завоевавшая 23 трофея.

## Результаты
| Год  | Победитель                       | Финалист                           |
| ---- | -------------------------------- | ---------------------------------- |
| 1987 | ТТУ (Киев)                       | Фотон (Симферополь)                |
| 1988 | ТТУ (Киев)                       | Фотон (Симферополь)                |
| 1989 | Импульс (Ворошиловград)          | КИИГА (Киев)                       |
| 1992 | Строма (Симферополь)             | Бытовик (Киев)                     |
| 1993 | Южный Смерчь (Ильичёвск)         | Бытовик (Киев)                     |
| 1994 | Альянс (Киев)                    | Горн (Кировоград)                  |
| 1995 | Горн (Кировоград)                | Легат (Киев)                       |
| 1996 | Горн (Кировоград)                | Легат (Киев)                       |
| 1997 | Горн (Кировоград)                | Газ-Днепр (Киев)                   |
| 1998 | Горн (Кировоград)                | Дьяволы-Центр (Кировоград)         |
| 1999 | Горн (Кировоград)                | Техуниверситет (Кировоград)        |
| 2000 | Техуниверситет (Кировоград)      | АТМА-Спорт (Киев)                  |
| 2001 | Вита (Кировоград)                | АТМА-Спорт (Киев)                  |
| 2002 | КГТУ (Кировоград)                | Диамант (Кировоград)               |
| 2003 | КГТУ (Кировоград)                | Квинт (Тирасполь)                  |
| 2004 | Атма (Киев)                      | КНТУ (Кировоград)                  |
| 2005 | Атма (Киев)                      | КНТУ (Кировоград)                  |
| 2006 | КНТУ (Кировоград)                | Квинт (Тирасполь)                  |
| 2007 | КНТУ (Кировоград)                | АТМА-Спорт (Киев)                  |
| 2008 | КНТУ (Кировоград)                | ТНУ (Симферополь)                  |
| 2009 | КНТУ (Кировоград)                | ТНУ-Тигры (Симферополь)            |
| 2010 | КНТУ-Елисаветград (Кировоград)   | Атма (Киев)                        |
| 2011 | КНТУ-Елисаветград (Кировоград)   | СДЮШОР Диамант (Кировоград)        |
| 2012 | Скифы-УЭУ (Симферополь)          | КНТУ-Елисаветград (Кировоград)     |
| 2013 | КНТУ-Елисаветград (Кировоград)   | Скифы-УЭУ (Симферополь)            |
| 2014 | КНТУ-Елисаветград (Кировоград)   | Западный огонь (Ровно)             |
| 2015 | КНТУ-Елисаветград (Кировоград)   | СДЮШОР-Диамант (Кропивницкий)      |
| 2016 | КНТУ-Елисаветград (Кропивницкий) | СДЮШОР-Диамант (Кропивницкий)      |
| 2017 | Биотехком-КНТУ (Кропивницкий)    | Биотехком-СДЮШОР (Кропивницкий)    |
| 2018 | Биотехком-КНТУ (Кропивницкий)    | Биотехком-СДЮШОР (Кропивницкий)    |
| 2019 | Биотехком-КНТУ (Кропивницкий)    | Биотехком-СДЮСШОР-2 (Кропивницкий) |
| 2020 | Биотехком-КНТУ (Кропивницкий)    | Ураниум (Кропивницкий)             |